# Carvetii

Lieu du territoire de la Carvetii.

Les Carvetii étaient un peuple et civitas de la province romaine de Bretagne, habitant ce qui est maintenant la Cumbria et le Lancashire, dans le nord-ouest de l'Angleterre. Ils ne sont pas mentionnés dans la Géographie de Ptolémée ni dans tout autre texte classique. On sait de leur existence grâce à des inscriptions trouvées à Penrith (Angleterre) et à Temple Sowerby, les deux en Cumbria. Leur capitale était probablement Luguvalium (aujourd'hui Carlisle), la seule ville fortifiée connue dans la région.
Ils formaient peut-être partie de la confédération des Brigantes, et certains proposent que Venutius, époux de la reine brigantine Cartimandua et plus tard un important leader résistant brittonique du Ier siècle, ait été un carvétien.